# کارلوس دل باریو
کارلوس دل باریو (انگلیسی: Carlos del Barrio؛ زادهٔ ۱۵ اوت ۱۹۶۸) نقشه خوان، و راننده خودروی مسابقه‌ای اهل اسپانیا است.